# Drepturi exclusiv politice

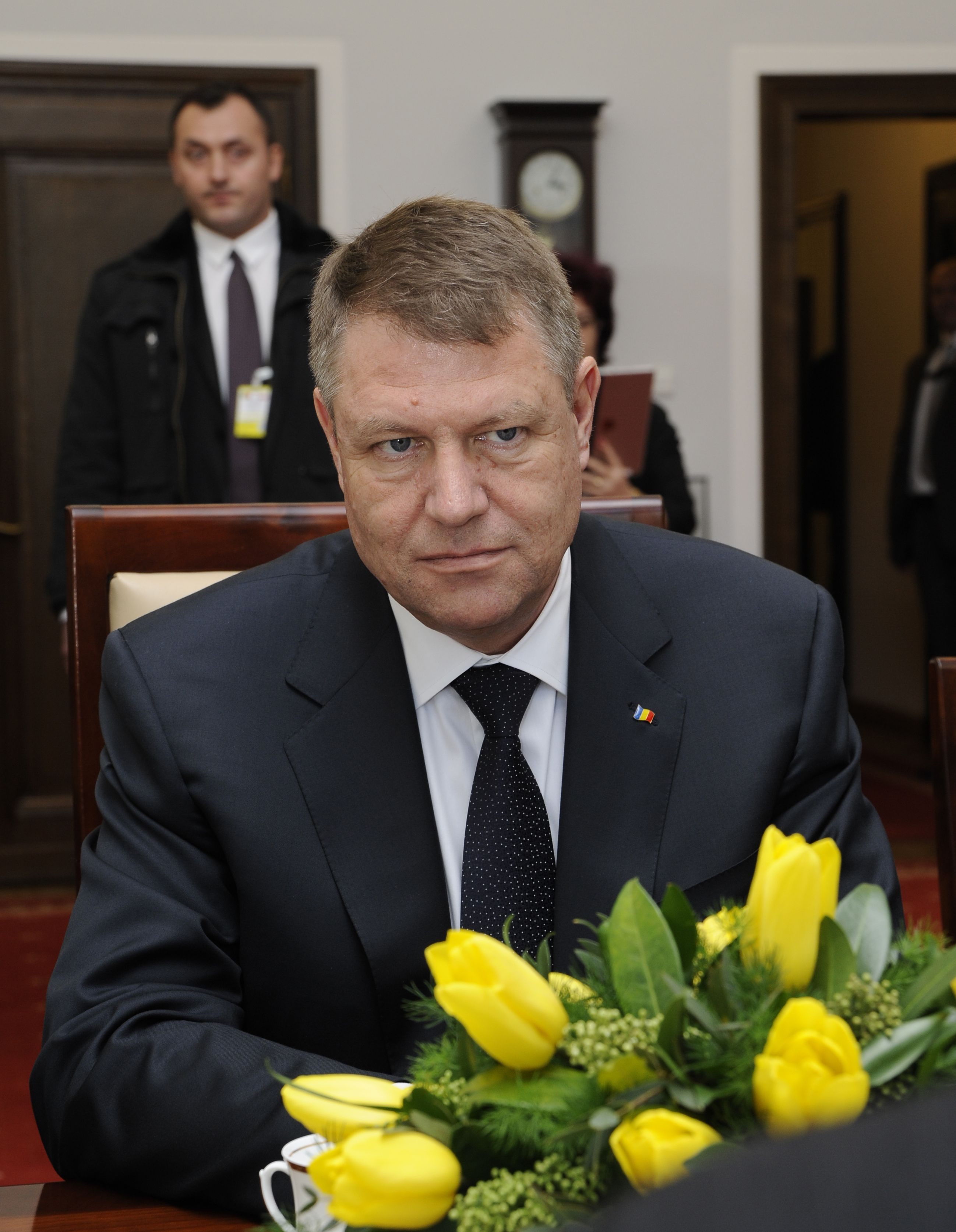
Klaus Iohannis, fostul primar al Sibiului, ales ulterior al patrulea președinte al României.

Drepturile exclusiv politice sunt drepturile păstrate exclusiv pentru cetățenii unui stat, prin intermediul cărora aceștia pot participa la guvernare. Există două asemenea drepturi: dreptul la vot și dreptul de a fi ales. 
În cadrul statelor membre a Uniunii Europene există și drepturile suplimentare de a alege și de a fi ales în Parlamentul European, precum și în alte state membre, cu respectarea condițiilor constituționale de eligibilitate. Asemenea drepturilor exclusiv politice în sens tradițional, acestea sunt limitate la cetățenii europeni, fapt datorat necesități acestora de a-și exprima votul în cadrul unei instituții care are capacitatea de a influența puterea politică a statelor lor, ca urmare a aderării acestora la Uniune.